# Brouwersgracht 76 (Amsterdam)
Brouwersgracht 76 te Amsterdam is een grachtenpand aan de Brouwersgracht te Amsterdam-Centrum. Het gebouw is sinds 14 april 1970 rijksmonument.

## Omschrijving
Volgens het monumentenregister betreft het een gebouw dat in het derde kwart van de 19e eeuw is neergezet, mogelijk als vervanging van een gesloopt gebouw. Anderen omschrijven het als een 18e-eeuwse gebouw met een nieuwe voorgevel uit de 19e eeuw. De enige aanvulling die het register geeft, is dat het gebouw afgesloten wordt door middel van een rechte daklijst, ondersteund door consoles, die qua stijl zijn uitgevoerd volgens de mode in het vierde kwart van de 18e eeuw.
Het verschil tussen oude en nieuwe toestand is terug te vinden aan de hand van een tekening van Jan Caspar Philips. Hij tekende omstreeks 1768 de gevelwand van de Brouwersgracht van de Herenmarkt tot en met huisnummer 80. Het gebouw heeft dan een halsgevel. In 2021 kent het gebouw een souterrain, half verwerkt in de plint. Daarboven zijn er tot de daklijst vier woonetages zichtbaar. Boven de daklijst is een hijsbalk geplaatst. De entree wordt gevormd door een natuurstenen plaat naar een portiek met trap en met twee zwaar houten toegangsdeuren met houtbewerking.

## Bijzonderheden
Het pand kent meer bijzonderheden:
- de beide wanden van de portiek zijn bekleed met blauw-witte tegeltableaus
- in het baksteen tussen souterrain en beletage is een gevelsteen geplaatst met een tafereel over de bereiding van wijn (plukken, persen met blote voeten en tappen); de steen is 20e-eeuws; in 1981 is deze gevelsteen nog niet geplaatst.
- op initiatief van bewoners is de “bordesplaat” begrensd door een hekwerk met smeedijzeren beeldjes.

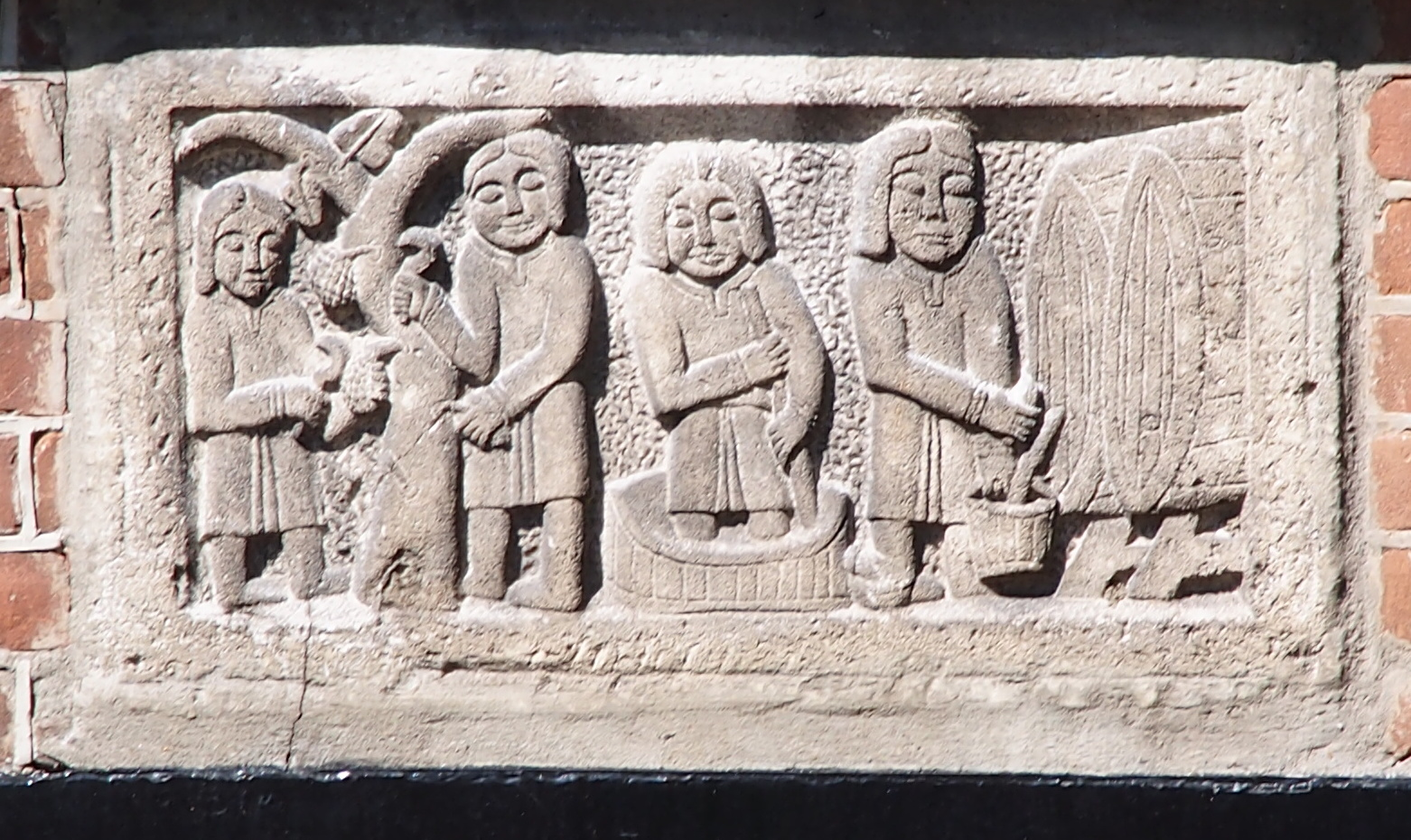
Gevelsteen (2014)

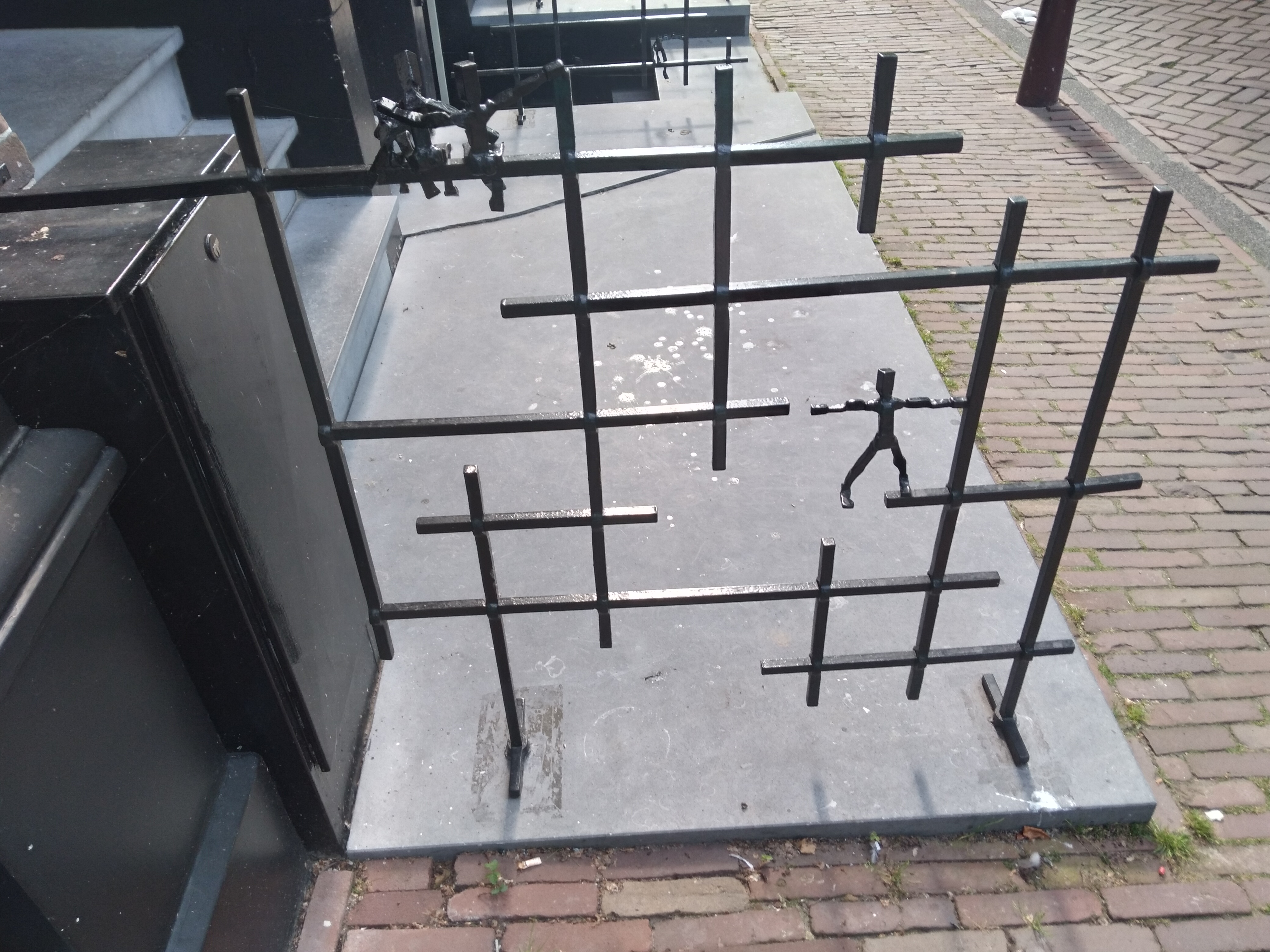
Beeldjes (juli 2021)